# Famille choisie
Une famille choisie est un groupe de personnes se soutenant à la façon d'une famille, sans liens biologiques entre elles.

## Concept

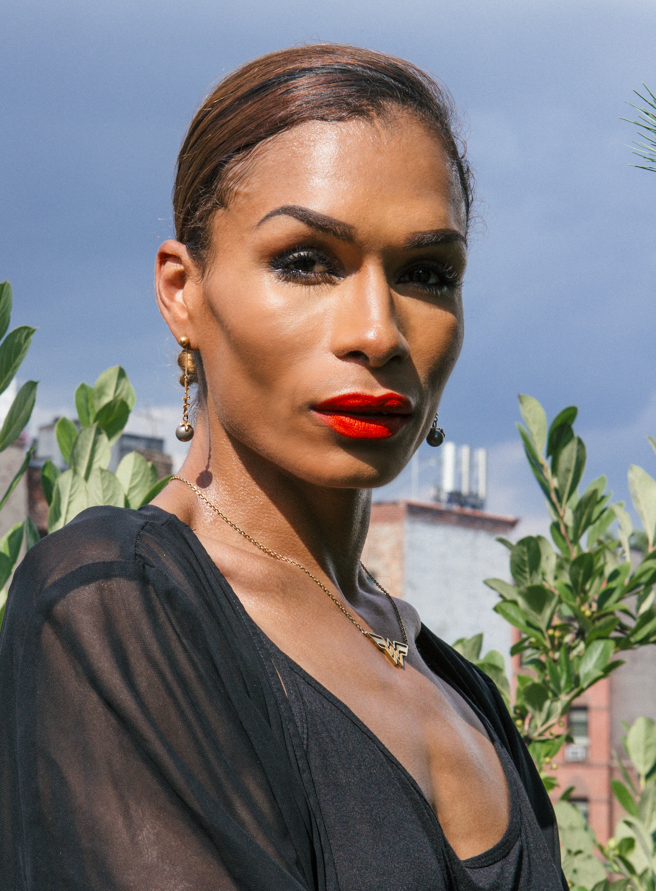
Leiomy Maldonado, fondatrice de la House of Amazon

Le terme de famille choisie naît dans les années 1980 au sein de la ball culture, notamment à Harlem, au sein de la communauté LGBT. Dans la ball culture, les maisons (house) sont un système communautaire d'entraide, qui servent de familles alternatives principalement constituées de jeunes noirs et latinos queer, et sont supposées offrir des espaces sécurisant (safe space). Les maisons sont dirigées par des « mères » et des « pères », qui procurent généralement du soutien et des conseils aux « enfants ». Le concept s'étend rapidement aux amitiés proches, aux relations de couple et à certaines coparentalités.
La famille choisie remplit les rôles de la famille traditionnelle en termes de soutien à la personne. Elle s'oppose à la famille d'origine, qui est la famille dans laquelle la personne a grandi et qui est souvent sa famille biologique. La famille choisie peut inclure des membres de la famille d'origine.
La famille choisie n'est pas forcément un groupe fermé : il s'agit plutôt du soutien autour d'une personne spécifique.

## Populations
Le terme naît avec la communauté LGBT et reste le plus communément dans cette démographie. Le concept répond au rejet fréquent des jeunes personnes LGBT par leurs familles après leur coming out,, ainsi qu'à la difficulté historique de faire reconnaître des couples de même sexe. Dans les années 2010, environ 64 % des baby-boomers LGBTQ déclarent avoir construit et toujours être proches de leur famille choisie,.
Il s'applique aussi aux victimes de violences et anciens militaires. Il est aussi utilisé dans les programmes en 12 étapes de type Alcooliques anonymes pour décrire la proximité entre les personnes suivant le programme ensemble.
Il s'applique plus généralement aux cercles d'amitié des personnes n'ayant pas de contact avec leurs parents biologiques, bien que ce ne soit pas une condition nécessaire,.

## Implications
Les familles choisies rencontrent des difficultés en l'absence d'un statut légal défini, ne leur permettant pas le soutien médical, éducatif ou institutionnel normalement garanti aux représentants légaux d'une personne,. Aux États-Unis, certaines villes ainsi que les États d'Arizona et de Rhode Island reconnaissent les liens affectifs autant que biologiques dans certaines de leurs lois, par exemple celle autorisant les salariés à prendre des congés pour s'occuper d'un proche en mauvaise santé. La reconnaissance du mariage homosexuel permet de donner un statut légal à la famille, mais n'empêche pas d'avoir une famille choisie.
Étant souvent créées dans un contexte traumatisant, elles doivent apprendre à gérer le trouble de stress post-traumatique, les troubles du comportement et de l'humeur de certains de leurs membres.